# وبنسنو

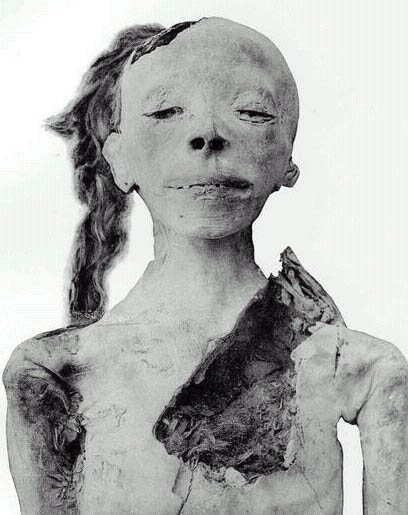
مومیایی احتمالی وبنسنو

وبنسنو (انگلیسی: Webensenu؛ ‏ مصری باستان: wbn-snw) شاهزاده‌ای در مصر باستان در دوران حکمرانی دودمان هجدهم مصر بود. او پسر فرعون آمنحتپ دوم و برادر فرعون تحوتموس چهارم بود.
نام او همراه با نام برادرش نجم بر روی تندیس مین‌موسه، سرپرست کارهای ساختمانی در معبد کرنک ذکر شده است. او در کودکی درگذشت و احتمال دارد که در آرامگاه پدرش، کی وی۳۵، به خاک سپرده شده باشد و شاید همان مومیایی‌ای باشد که در کنار تیه و بانوی جوان قرار دارد. کوزه‌های کانوپی و اوشابتی او نیز در این آرامگاه یافت شده‌اند. مومیایی منتسب به او همچنان در آن‌جاست و شواهد آن نشان می‌دهد که احتمالاً در حدود ده‌سالگی درگذشته است.